# Nogometni klub Brinje
Nogometni klub Brinje Grosuplje (krajše NK Brinje Grosuplje, NK Brinje ali Brinje) je nogometni klub iz Grosuplja. Ustanovljen je bil 3. julija 2003, katere pobudnik in prvi predsednik kluba je bil Grega Rozina, ki je klub vodil do 18.07.2013, ko je vodenje kluba prevzel dr. Denis Čaleta. Osnovni cilj kluba je usmerjanje mladine v kakovosten in vrhunski šport. 

## Zgodovina trenerjev
Leta 2004 je bila ustanovljena članska ekipa, ki je v sezoni 2004/2005 s pomočjo tedanjega trenerja Janeza Škrjanca osvojila 1. mesto v 2. ligi MNZ Ljubljana. Po seriji porazov je maja 2007 odstopil trener Janez Škrjanec, nadomestil ga je Aleksander Bracovič. Po jesenskem delu sezone 2007/2008, je člansko ekipo prevzel trener Jože Prelogar, ki jo je vodil do konca sezone 2007/2008. Na začetku szone 2008/2009 je člansko ekipo prevzel trener Kovačevič Goran. Janez Kovačič je ekipo vodil od poletja leta 2013, z njo pa je v sezoni 2014/2015 dosegel največji klubski uspeh. Končno 2.mesto v Regionalni ljubljanski ligi je pomenilo tudi uvrstitev v 3.SNL center. Decembra 2016 je Kovačiča zamenjal Goran Marković.
| Ime                 | Obdobje                      | Uspehi                                                                            |
| ------------------- | ---------------------------- | --------------------------------------------------------------------------------- |
| Janez Škerjanec     | 2004 - maj 2007              | 1. mesto 2. liga MNZ Ljubljana (2004/2005) - napredovanje v 1. ligo MNZ Ljubljana |
| Aleksander Bracovič | maj 2007 - december 2007     |                                                                                   |
| Jože Prelogar       | januar - julij 2008          |                                                                                   |
| Goran Kovačevič     | avgust 2008 - ?              |                                                                                   |
| Janez Kovačič       | poletje 2013 - december 2016 | 2. mesto Regionalna liga Ljubljana (2014/2015) - napredovanje v 3. SNL Center     |
| Goran Marković      | december 2016 - zdaj         | 1. mesto 3. SNL Zahod (2021/2022) - napredovanje v 2.SNL                          |

## Mlade selekcije
Od samega začetka naprej, se je zelo razvijal tudi mladinski pogon. Ob ustanovitvi leta 2003 je v štirih mladinskih selekcijah igralo 76 igralcev, v sezoni 2007/2008 pa se je število igralcev v mladinskih selekcijah povečalo na 180. V sezoni 2010/2011 je z uvrstitvijo ekipe starejših dečkov U-14 v 1.državno ligo klub dosegel svoj največji tekmovalni uspeh. Prav tako je v isti sezoni postala pokalni zmagovalec MNZ Ljubljana v nogometu 11:11 ekipa mlajših dečkov U-12.

## Stadion
NK Brinje igrajo v Stadionu Brinje(Športni park Brinje), zgrajen je bil leta 1968 in je bil posodobljen leta 1999, 2002, 2014, 2022. Kapaciteta stadiona je 500 gledalcev.

## Dosežki
- Člani:
- 1. mesto - 2. liga MNZLJ (2004/2005)
- 1. mesto - 3. SNL Zahod (2021/2022)
- Mladi:
- Starejši dečki U-14 - 1. mesto 2. liga MNZ Ljubljana (2004/2005)
- Starejši dečki U-14 - 1. mesto MNZ Ljubljana (2010/2011)
- Mlajši dečki U-12 - 2. mesto 2. liga MNZ Ljubljana (2007/2008) (napredovanje v 1.ligo MNZ Ljubljana)
- Mlajši dečki U-12 - 1. mesto Pokal MNZ Ljubljana (2010/2011)